# Ibagué
Ibagué est une ville de Colombie et la capitale du département du Tolima. Elle est située sur le fleuve río Combeima, à 125 km à l'ouest de Bogota. Sa population s'élevait à 495 246 habitants en 2009. 
Ibagué est connue comme la « Cité musicale de Colombie ».

## Histoire
Le capitaine espagnol Andrés López de Galarza fonde la Villa de San Bonifacio de Ibagué le 14 octobre 1550, sur le site occupé actuellement par Cajamarca. Mais les attaques constantes des indiens Pijaos obligent à déplacer la ville sur les rives du Combeima.
Durant la période coloniale, les villes de Mariquita (pour ses mines d'or et d'argent et son climat) et de Honda (point de départ de la route vers Santafé) prédominèrent dans la région.
Entre 1857 et 1887, en plein chaos politique, les principaux centres urbains rivalisèrent pour être le siège du gouvernement. Durant ces années, Natagaima, Purificación, Guamo, Ibagué et Honda furent capitales.
Ibagué se distingua seulement à partir des années 1880, lorsque sa population augmenta en raison des migrations internes et de l'activité minière dans les montagnes environnantes.
Son économie se développa et en 1887 elle fut déclarée capitale du Grand Tolima, puis en 1903 du Tolima actuel. Entre 1876 et 1938 elle connaît sa première forte croissance démographique et se transforme en une véritable ville.
La deuxième croissance notable de sa population se produit au milieu du XXe siècle à cause de l'exode rural que provoque la violence politique, vécue avec une intensité particulière dans cette région. La population des centres urbains du département du Tolima passa de 29,5 % du total en 1951 à 51,3 % en 1973. La plus grande croissance démographique d'Ibagué se produisit entre 1951 et 1964.
Depuis 1977, la ville célèbre le Festival folklorique colombien, festival de musique colombienne et d'Amérique Latine. Elle a souffert les dévastations du séisme du 25 janvier 1999 qui affecta un million de personnes. C'est actuellement une ville cosmopolite, et l'élargissement de l'autoroute Bogota – Cali devrait lui profiter, la ville étant située à mi distance des deux grandes métropoles.

## Population
| 1853   | 1880    | 1902    | 1918    | 1928    | 1938    | 1943    |
| ------ | ------- | ------- | ------- | ------- | ------- | ------- |
| 10 300 | 18 000  | 16 000  | 30 300  | 54 000  | 27 400  | 74 800  |
| 1951   | 1964    | 1973    | 1985    | 1993    | 2005    | 2009    |
| 98 700 | 160 400 | 194 000 | 280 638 | 340 191 | 468 647 | 491 071 |

## Économie
L'économie de la ville est handicapée par un fort taux de chômage (21,9 % en 2002, soit 6 points de plus que la moyenne des principales villes colombiennes).
Industries : textile, riz, café.

## Transports
Ibagué possède un aéroport (code AITA : IBE).

## Géographie

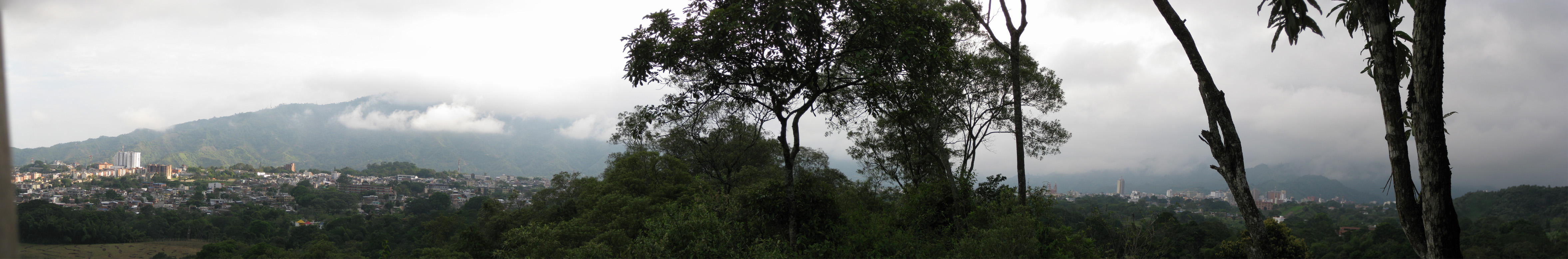
Vue panoramique d'Ibagué du Parque Botanique San Jorge.

## Relations internationales

### Jumelage
La ville d'Ibagué est jumelée avec les villes suivantes :
- Vitoria-Gasteiz, Espagne ;
- Lomas de Zamora, Argentine ;
- Barquisimeto, Venezuela.

## Gastronomie
- Tamal Tolimense
- Lechona Tolimense
- Avena
- Bizcochos de Achira